# Moritz Backofen
Moritz Backofen, né le 21 mars 1995, est un coureur cycliste allemand.

## Palmarès
- 2015
  - 2e du championnat d'Allemagne sur route espoirs
  - 3e du championnat d'Allemagne du contre-la-montre par équipes

## Classements mondiaux
| Année           | 2015 | 2016 | 2017   |
| --------------- | ---- | ---- | ------ |
| UCI Europe Tour | 835e | nc   | 1 800e |